# Yo lo ví primero
iSaw Him First (llamada Yo lo vi Primero en Latinoamérica y Yo lo vi Primero en España) es un episodio de la serie de Nickelodeon: iCarly se estrenó el 8 de septiembre de 2008 en Estados Unidos y el 6 de marzo de 2009 en Latinoamérica.
- Datos: Q6170098